# Сальвадора перська
Сальвадора перська (Salvadora persica) — чагарник роду сальвадора (Salvadora) родини сальвадорових (Salvadoraceae).

## Розповсюдження і екологія
Сальвадора перська у дикому виді росте у Північній Африці, Аравійському півострові, Індії, Пакистані, Шрі-Ланці та в інших країнах.

## Біологічний опис
Сальвадора перська представлявляє собою невелике дерево або чагарник заввишки до 5 м.
Стовбур грубий, сучкуватий.
Кора шорохувата сірувато-коричневого кольору.
Деревина світло — блакитнувато-сіра.
Листя сіруваті, видовжені, опушені, заокруглені на кінці, звужено-клиноподібні в основі. Вони мають гірчичній присмак, тому іноді їх кладуть у салат, а у Індії їх вживають як овочі.
Квітки дрібні, жовтуваті, до 0,4 см завдовжки, зібрані в кінцеві або пазушні волоті.
Плоди односім'яні, круглі, без ендосперма, з потовщеними сердцеподібними сім'ядолями. Розмір плода до 0,5 см у діаметрі.

## Хімічний склад
У корі сальвадори перської присутні хімічні елементи, які мають антисептичну дію. Кора використовується у лікуванні і профілактики хвороб ясен.

## Значення і застосування

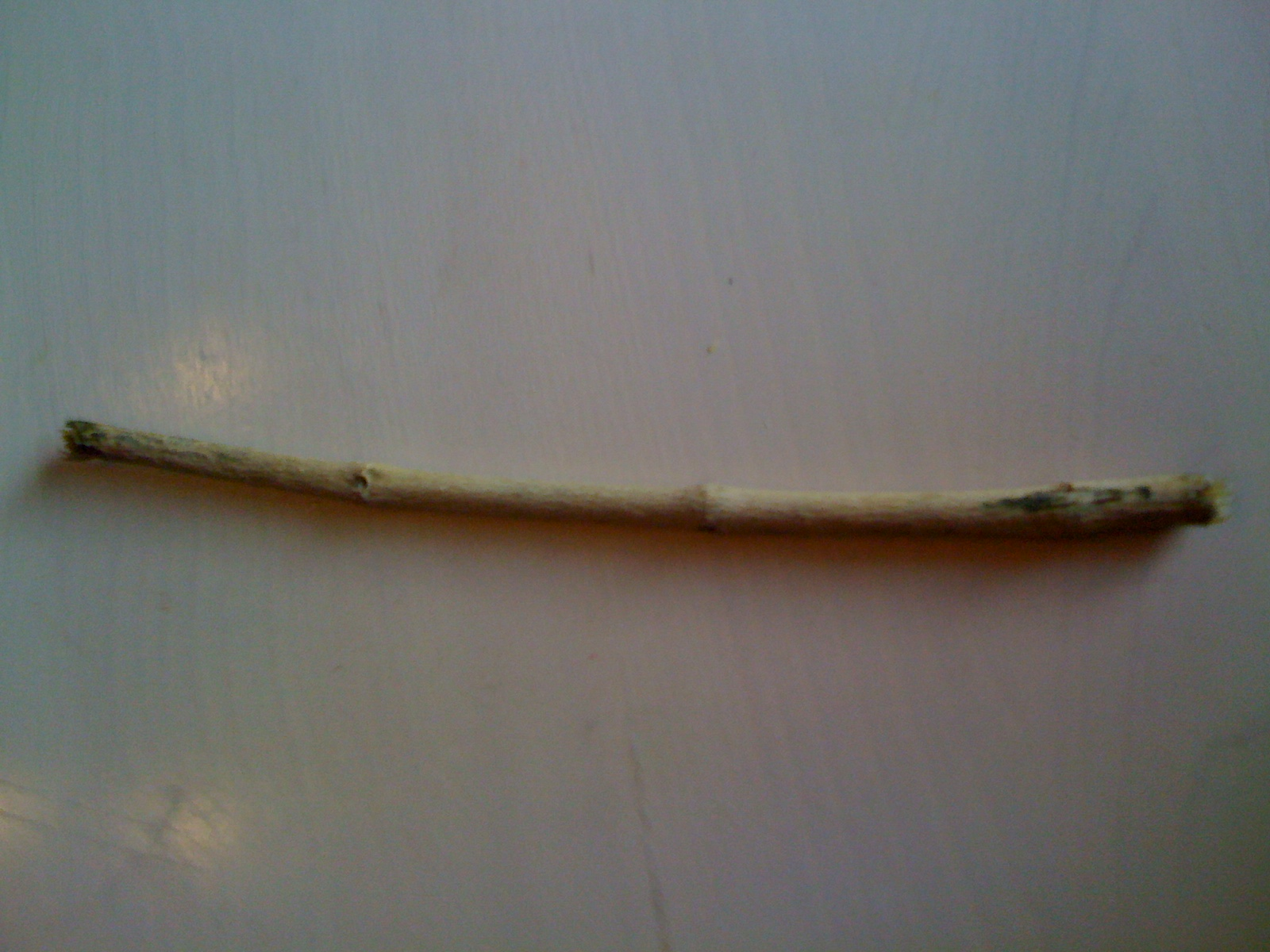
Місвак

З гілок і коріння Сальвадори перської у арабських і ісламський країнах виготовляють зубні щітки. Називається місваком, або сіваком. Культура використання місвака зародилась ще до появи ісламу і не втратила популярність на сході і сьогодні.

## Сальвадора перська у культурі
Є точка зору, згідно з якою гірчичне зерно, яка згадується в Євангелії (Мф 13:31—32) (горушечное зерно в церковнослов'янському перекладі) і є насінням Сальвадори перської. (Згідно іншому поясненню, в " Притчі про зерно гірчичне " мова все ж йде про насіння чорної гірчиці.)